# Chiesa di San Bartolomeo (Odolo)
La chiesa di San Bartolomeo, anche nota come chiesa di San Bartolomeo di Fosina, è una piccola chiesa sussidiaria a Botteghe, frazione di Odolo, in provincia di Brescia. Con la sua parrocchia di San Zenone rientra nella zona pastorale della Bassa Val Sabbia della diocesi di Brescia e risale al XIII secolo.

## Storia
La prima cappella con dedicazione a San Bartolomeo nella località di Botteghe si trovava annessa ad un ospizio, situato accanto al torrente Vrenda. Il luogo di culto di maggiori dimensioni venne edificato nel 1449 da Comino Leali e oltre ottant'anni dopo, nel 1531, fu ricostruito per volontà comunale e per l'iniziativa di vari cittadini.
Negli atti della visita pastorale del 1580 di san Carlo Borromeo, cardinale e arcivescovo di Milano viene descritta come chiesa di San Bartolomeo de Fosina.
Nuovamente, nel XVIII secolo, la chiesa fu completamente ristrutturata e un secolo più tardi fu restaurata. Nel primo decennio del XXI secolo venne realizzato l'adeguamento liturgico con la sistemazione al centro del presbiterio della mensa rivolta al popolo, davanti all'altare maggiore storico. L'ultimo ciclo di restauri conservativi si è concluso nel 2013.

## Descrizione

### Esterni
La chiesa si trova nel centro dell'abitato di Botteghe. La facciata a capanna è semplice con due spioventi. Il portale architravato è arricchito di una finestra a lunetta cieca con affresco e sopra, in asse, una finestra rettangolare. Davanti ha un piccolo sagrato che si trova ad un livello inferiore rispetto al vicino piano stradale. La torre campanaria e la sagrestia si trovano a fianco.

### Interni
La navata interna è unica. Il presbiterio è leggermente rialzato e con volta a vela.